# La gran mentira (pel·lícula)
La gran mentira és una pel·lícula espanyola dirigida per Rafael Gil Álvarez i protagonitzada per Francisco Rabal, Madeleine Fischer i Jacqueline Pierreux.

## Sinopsi
César Neira, un actor en declivi, veu la seva oportunitat de tornar a triomfar gràcies a la inclusió a la seva pel·lícula d'una mestra paralítica que s'ha fet molt popular gràcies a un concurs radiofònic.

## Repartiment
- Francisco Rabal - César Neira
- Madeleine Fischer - Teresa Camps
- Jacqueline Pierreux - Sara Millán
- Manolo Morán  - Representant de César
- Emilio Alonso
- Julio F. Alymán  - Maquillador
- Rafaela Aparicio  - Vecina de La Molina
- Rafael Bardem - Tío de Teresa
- Gustavo Biosca
- Irene Caba Alba - Vecina de La Molina
- Rafael Calvo Revilla  - Doctor
- José Calvo  - Productor que habla con censor
- Pedro Chicote
- Carlos Ciscar
- Rafael Cortés
- Bobby Deglané
- Teresa del Río
- Juan Calvo - Paulino Sándalo
- Ángel de Echenique
- Ramón Elías - Manolo Rodríguez
- Fernando Fernán Gómez
- José Ramón Giner  - Guionista pesado
- Julio Goróstegui  - Dueño del cine
- Rufino Inglés
- Ángel Jordán  - Raúl Estrada
- Milagros Leal  - Vecina de La Molina
- Sergio Mendizábal
- Jorge Mistral
- Antonio Ozores
- José Luis Ozores
- Erasmo Pascual
- Francisco Puyol
- Antonio Ramallets
- Luis Rivera
- José Samitier
- Pilar Sanclemente
- Juan Segarra
- Carlos Miguel Solá  - Apuntador
- José Luis Sáenz de Heredia
- Francisco Sánchez - Productor catalán en la fiesta
- José Tamayo
- Ángela Tamayo
- José Villasante
- Álvarez Álvarez
- Ángel Álvarez - Guionista de Sándalo
- Vicente Ávila